# Qingryllus striofemorus
Qingryllus striofemorus är en insektsart som beskrevs av Chen, J. och Z. Zheng 1995. Qingryllus striofemorus ingår i släktet Qingryllus och familjen syrsor. Inga underarter finns listade i Catalogue of Life.